# Stenocercus percultus
Stenocercus percultus — вид ігуаноподібних ящірок родини Tropiduridae. Ендемік Перу.

## Поширення і екологія
Stenocercus percultus мешкають в горах Західного хребта Перуанських Анд, у верхніх долинах річок Санья і Реке в регіонах П'юра, Ламбаєке і Кахамарка. Вони живуть у вологих гірських тропічних лісах і високогірних чагарникових заростях, трапляються на плантаціях. Зустрічаються на висоті від 1200 до 2600 м над рівнем моря.. Вони живуть в гірських тропічних лісах та на полях. Зустрічаються на висоті від 800 до 1600 м над рівнем моря.